# ¿Dónde está Elisa? (telenovela, 2010)
Pour les articles homonymes, voir ¿Dónde está Elisa?.
 (octobre 2016).
Si vous disposez d'ouvrages ou d'articles de référence ou si vous connaissez des sites web de qualité traitant du thème abordé ici, merci de compléter l'article en donnant les références utiles à sa vérifiabilité et en les liant à la section « Notes et références ».
¿Dónde está Elisa? (Portée Disparue) est une telenovela américaine diffusée entre le 8 mars 2010 et le 10 août 2010 sur Telemundo. Elle s'inspire de la telenovela chilienne du même nom diffusée par la chaîne TVN en 2009.
Elle a été diffusée en France d'outre-mer sur le réseau La 1ère en 2011 puis en France sur la chaîne France Ô en 2012.

## Synopsis
Elisa disparaît à l'issue d'une virée avec ses cousins Santiago, Eduardo et Flor, le soir du 43e anniversaire de son père Mariano. Avec sa femme Dana, celui-ci mettra tout en œuvre pour la retrouver.
Les évènements sont rythmés de rebondissements au cours desquels se révélera la vraie personnalité de chacun des membres de la famille et des proches. Apparaîtront ou resurgiront, tour à tour, secrets de famille, petits travers personnels, rancœurs et frustrations diverses, en même temps que naîtront des conflits au sein du cercle familial et au delà. Bref, quand le doute et la suspicion s’installent, la désintégration commence… Car, on s’en doute un peu, il faut toujours se méfier de l’eau qui dort !

## Distribution
- Sonya Smith : Dana Riggs de Altamira
- Catherine Siachoque : Cecilia Altamira de Cáceres
- Gabriel Porras : Mariano Altamira
- Jorge Luis Pila : Cristóbal Rivas
- Ivelin Giro : Viviana Altamira de Fuente
- Roberto Mateos : Bruno Cáceres
- Omar Germenos : Jean Gabriel Fuente
- Karina Mora : Gisela Cruz
- Ismael La Rosa : Nicolás del Valle
- Melvin Cabrera : Ricardo de la Fuentes
- Mauricio Henao : Eduardo Cáceres Altamira
- Jason Canela : Santiago Fuente Altamira
- Carmen Aub : Flor Cáceres Altamira
- Anabel Leal : Guadalupe "Lupita" Olmos
- Claudia Moreno : Isabel Ríos
- Carlos Augusto Maldonado : Esteban Briseño
- Tania Nieto : Olga Altamira Riggs
- Gabriela Serrano : Cristina Altamira Riggs
- Rubén Morales : Néstor Salazar
- Marisela González : Adriana Castañeda
- Vanessa Pose : Elisa Altamira Riggs
- Claudia Camacho : Charrito
- Leticia Morales : Juana
- Cristina Figarola : Candie
- Mildred Quiroz : Amanda Goldstein
- Ramiro Terán : Felipe Raseto
- Jorge Hernández : Ferrara
- Esteban Villareal : Juge Lombardi
- Dwayne Britton : Alex
- Pilar Bru : Sofia Duarte
- Luís Celeiro : Alberto Ventura
- Freddy Acugna : Docteur Cárdenas
- Tely Ganas : Valeria
- Elizabeth Lazo : Lorena Sandoval
- Kary Muza : Marta
- Robert Avellanet : Carrillo
- Luke Grande : Gabriel
- Itzel Ramos : Clara
- Hernando Visbal : Andrew
- Lavinia Castro : Norma
- Jose Quezada : Julio Díaz

## Diffusion internationale
- France Ô
- RTI 2

## Autres versions
- ¿Dónde está Elisa? (Televisión Nacional de Chile, 2009), avec Sigrid Alegría, Francisco Melo et Paola Volpato.
- Kızım Nerede? (ATV, 2010), avec Ece Uslu, Hüseyin Avni Danyal et Burak Hakkı.
- Nasaan Ka, Elisa? (ABS-CBN, 2011-2012), avec Melissa Ricks, Agot Isidro, Albert Martínez, Joem Bascon, Viña Morales et Eric Fructuoso.
- ¿Dónde está Elisa? (RCN Televisión, 2012), avec Cristina Umaña, Juan Pablo Gamboa et Jorge Enrique Abello.
- Kŭde e Magi? (BTV, 2012-2013), avec Georgi Staykov, Sofia Kuseva-Cherneva, Paraskeva Jukelova, Atanas Srebrev, Ivan Barnev, Margita Gosheva et Vladimir Luzkanov.
- Laut Aao Trisha (Life OK, 2014-2015), avec Nalini Negi, Sumeet Vyas et Gurpreet Bedi.
- Family Secrets (tvN, 2014-2015), avec Shin Eun-kyung, Kim Seung-soo, Cha Hwa-yeon et Ryu Tae-joon.
- Onde Está Elisa? (TVI, 2018-2020), avec Heidi Berger, Ana Cristina de Oliveira et António Pedro Cerdeira.
- Buscando a Frida (Telemundo, 2021), avec Eduardo Santamarina, Ximena Herrera et Arap Bethke.